# Vemac RD350R
Vemac RD350R (яп. ヴィーマック・RD350R, хепбёрн Vuīmakku RD350R) — гоночный автомобиль, производившийся англо-японской компанией Vemac Car Company.

## Описание
Vemac RD350R был представлен в 2003 году совместно с командой R&D Sport. Команда заняла 20 место, из-за чего была вынуждена прекратить участие в классе GT500.
Другие команды, которые также использовали RD350R в соревнованиях — R'Qs Motorsports и Team Nova. В более поздних сезонах RD350R работал с уменьшенной мощностью в классе GT300 из-за использования ограничителей впуска воздуха, так как двигатель был слишком мощным. Последняя команда, которая использовала RD350R — R'Qs Motorsports. В 2013 году команда заменила RD350R на Mercedes-Benz SLS AMG GT3.
RD350R — единственный автомобиль Vemac, который не выиграл ни одной гонки в Super GT.

## Технические характеристики
Vemac RD350R был оснащён двигателем Zytek ZV348 V8 мощностью 380 л. с. при 5800 об/мин. Изначально его рабочий объём составлял 3,4 л, а в 2012 году объём был увеличен до 4,0 л.

## Модификации
- RD350 — родстер на базе RD350R. Номерной знак — EU03 CWP[3].